# Duolandrevus rufus
Duolandrevus rufus är en insektsart som beskrevs av Lucien Chopard 1931. Duolandrevus rufus ingår i släktet Duolandrevus och familjen syrsor.

## Underarter
Arten delas in i följande underarter:
- D. r. rufus
- D. r. obscurus
- D. r. pahangensis